# Куржинское
Куржинское — пресноводное озеро на территории Андомского сельского поселения Вытегорского района Вологодской области.

## Физико-географическая характеристика
Площадь озера — 2,7 км², площадь водосборного бассейна — 24,6 км². Располагается на высоте 244,6 метров над уровнем моря.
Форма озера лопастная, продолговатая: оно более чем на три километра вытянуто с юго-запада на северо-восток. Берега изрезанные, каменисто-песчаные.
Из юго-западной оконечности озера вытекает река Хмелевица, приток реки Самины, впадающей в реку Андому, впадающую, в свою очередь, в Онежское озеро.
В разных частях водоёма расположены два небольших безымянных острова.
Населённые пункты и автодороги вблизи водоёма отсутствуют.
Код объекта в государственном водном реестре — 01040100611102000019869.